# Medal Armii (Hiszpania)
Medal Armii (hiszp. Medalla del Ejército) – hiszpańskie odznaczenie wojskowe nadawane za odwagę lub wybitne zasługi w czasie pokoju.

## Historia i zasady nadawania
Medal został ustanowiony w 1970 roku. Szczegóły medalu były kilkukrotnie zmieniane. Jest to najwyższe odznaczenie, jakie może otrzymać żołnierz hiszp. sił lądowych (bez względu na stopień) w czasie pokoju. Podobnie jak większość hiszp. odznaczeń wojskowych, medal może zostać nadany tej samej osobie wielokrotnie.
Medal może zostać przyznany również oddziałowi lub pododdziałowi wojskowemu (Medalla colectiva). Żołnierze tak wyróżnionego oddziału lub pododdziału mają prawo do noszenia specjalnej naszywki na rękawie munduru.

## Opis
Obecną oznakę stanowi owalny medal wykonany z oksydowanego żelaza. Na awersie widnieje wizerunek kobiecej postaci w koronie na głowie, trzymającej wieniec w jednej, oraz miecz w drugiej ręce, na tle morza i wschodzącego słońca. Medal otacza kartusz w formie wieńca laurowego, podtrzymywanego po bokach przez parę lwów (León) i zwieńczony wizerunkiem wieży (Kastylia). W górnej części umieszczona jest dewiza: AL MÉRITO DISTINGUIDO (za wybitne zasługi). W dolnej części, na spięciu kartusza umieszczony jest rok dokonania czynu. Na rewersie medalu znajduje się orzeł hiszp. sił lądowych.
Medal jest noszony na piersi na zielonej wstążce z szerokim żółtym paskiem pośrodku oblamowanym węższymi paskami czerwonymi Za każde nadanie na wstążce umieszcza się pozłacane okucie z nazwą czynu, za który medal został nadany.
Naszywka nadania zbiorowego jest noszona na lewym rękawie munduru i jest kształtem zbliżona do rewersu medalu indywidualnego; pośrodku znajduje się orzeł hiszp. sił lądowych na zielonym tle.